# Impero di Monomotapa
L'Impero di Monomotapa, detto anche regno di Mutapa, fu un regno indigeno dell'Africa Meridionale che si estendeva lungo il territorio dell'attuale Zimbabwe e Mozambico. Fu fondato intorno al 1440 da re Mutoto, il quale guidò la tribù WaKaranga (oggi detta MaShona), di stirpe bantu, a insediarsi sulle rive dell'Oceano Indiano e da qui a creare un vasto impero, esteso tra il Kalahari e l'oceano lungo la direttrice del fiume Zambesi.

## La civiltà
La capitale di Monomotapa era la città di Grande Zimbabwe che, con le mura ciclopiche in pietra e le caratteristiche torri coniche, si presenta come fulcro di una civiltà prospera ed avanzata che basava la sua ricchezza sullo sfruttamento delle miniere d'oro e di ferro (prove archeologiche ne hanno localizzate 4000) e di conseguenza sulla lavorazione dei metalli.
Naturalmente il commercio ricopriva un'importanza fondamentale, probabilmente un ruolo di mediazione era rivestito dagli arabi che già da secoli erano insediati a Sofala, sulla costa del Mozambico, e nell'isola di Zanzibar; i rapporti con l'Oriente dovevano essere comunque molto stretti se nelle rovine delle città Monomotapa sono state ritrovate rilevanti quantità di porcellane cinesi.

Il sovrano di questo potente stato aveva il titolo di mwene a Mutapa, ovvero re del Mutapa. I Portoghesi fraintesero il significato di questa espressione e chiamarono lo Stato Monomotapa.

## L'apogeo
Il regno giunse al suo apogeo con re Matope, figlio di Mutoto, per poi iniziare un lungo periodo di decadenza acuita dalla penetrazione dei portoghesi che si spinsero nel 1505 fin nel cuore del Monomotapa. I portoghesi non riuscirono a colonizzare il regno ma esercitarono comunque una certa influenza tanto da sostituirsi ai commercianti arabi e a convertire al cattolicesimo il re e i nobili Monomotapa.

## La decadenza
Nel XVII secolo iniziò la decadenza del Mutapa, che nel 1629 divenne vassallo dei Portoghesi. Nel 1660 il regno subì la secessione delle province meridionali sotto il clan dei Rozwi, il cui sovrano prese il titolo di Changamire, inoltre cessarono di pagare il tributo i territori orientali che permettevano di raggiungere le coste dell'Oceano Indiano: il quitevé di Sofala e il Manyika. A partire da tale momento i Portoghesi e lo Sciangamire si combatterono per il predominio sul Mutapa. I Rozwi acquisirono la supremazia nel 1663 e ridussero il Monomotapa a stato vassallo fino al 1694. Da tale data fino al 1712 il Mutapa ritornò vassallo dei Portoghesi e dal 1712 al 1720 fu nuovamente vassallo dei Rozwi. Nel 1720 il Mutapa riconquistò la propria indipendenza. Ma solo per un breve periodo. Infatti nel 1759, alla morte dell'ultimo mwene, l'ultima guerra successoria disintegrò definitivamente lo Stato.

## Gli epigoni
Il successore si ridusse a regnare su di un piccolo territorio nell'attuale Mozambico e nemmeno si fregiò più del titolo di mwene a Mutapa.

Il suo ultimo discendente fu sconfitto dai Portoghesi ai primi del Novecento.
Malgrado i massacri che seguirono all'invasione, ancora oggi i discendenti del Monomotapa, chiamati MaShona, rappresentano circa l'85% della popolazione dell'odierno Zimbabwe.

## Riferimenti
Lo scrittore rhodesiano Wilbur Smith, in diversi romanzi del ciclo dei Ballantyne, parla della cultura e delle tradizioni Mashona.